# Тансызарово
Тансызарово (баш. Таңһыҙар) — деревня в Бураевском районе Республики Башкортостан Российской Федерации. Входит в состав  Тангатаровского сельсовета. 

## География

### Географическое положение
Расстояние до:
- районного центра (Бураево): 30 км,
- центра сельсовета (Тангатарово): 5 км,
- ближайшей ж/д станции (Янаул): 98 км.

## История
Основана между 1914 и 1920 годами на территории Бирского уезда.

## Население
| 2002 | 2009 | 2010 |
| ---- | ---- | ---- |
| 106  | ↘78  | ↘55  |